# Louis Delay
Samuel Louis Eugène Delay, dit Louis Delay, est un architecte français né le 4 janvier 1865 dans le 18e arrondissement de Paris et mort le 1er juillet 1945 dans le 16e arrondissement.

## Biographie
Louis Delay est actif dès le début des années 1890 jusque vers 1935. D'abord installé dans le 18e arrondissement parisien, il déménage ensuite dans le 16e où il occupe successivement plusieurs adresses (avenue Mozart, rue Henri Heine et rue George Sand).
Il travaille principalement à Paris et ses oeuvres relèvent de l'art nouveau, de l'éclectisme ou du style post-haussmannien.

## Réalisations

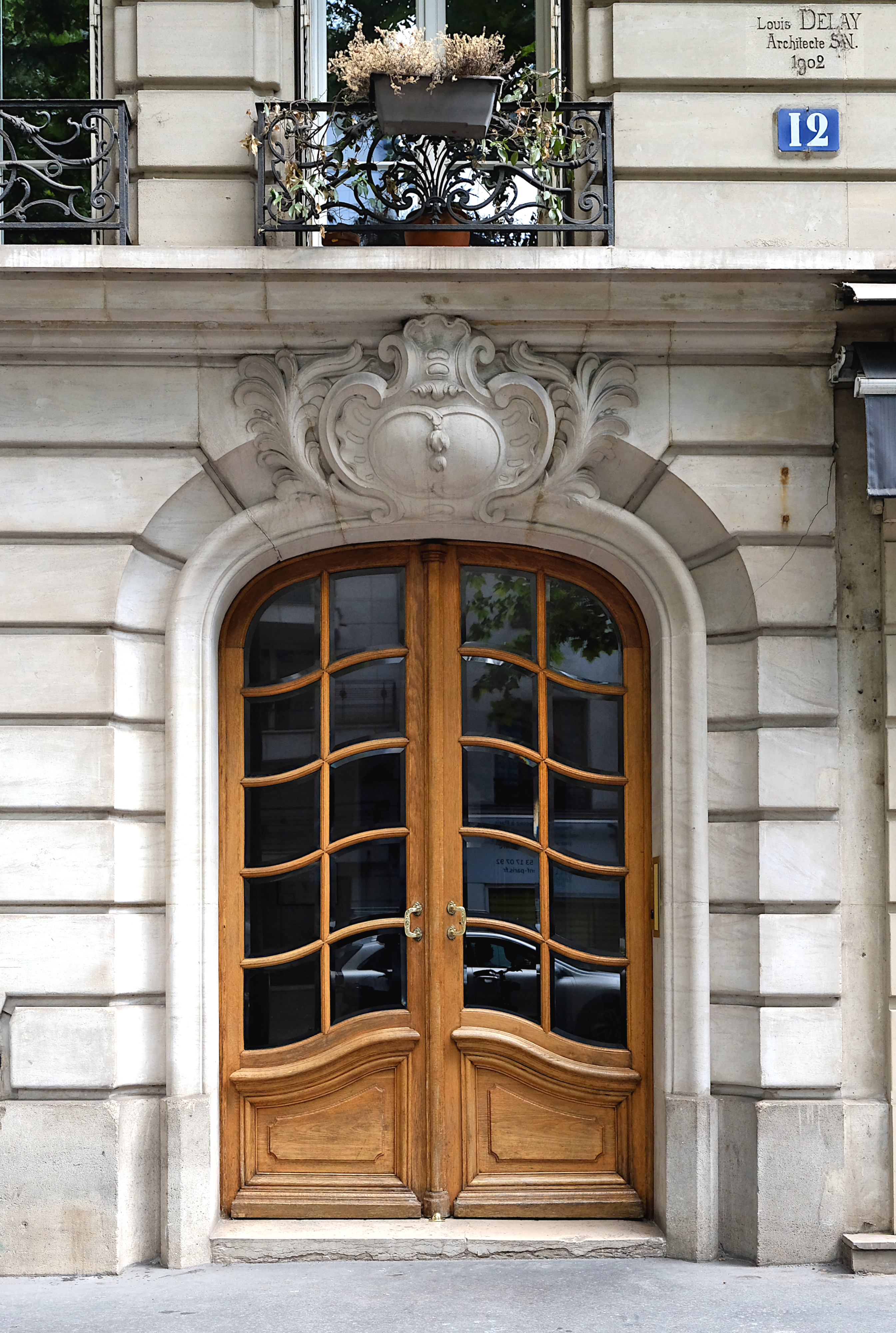
Le numéro 12 de l'avenue Ledru-Rollin.

Parmi ses réalisations, on peut citer :
- boulevard Flandrin, Paris 16e
  - n°8 (1896) : logements ;
  - n°6 (1898) : logements ;
  - n°22 (1901) : logements ;
- avenue Ledru-Rollin, Paris 12e
  - n°12, 14 et 16 (1902) : logements, commerces et activités ;
- rue de Picardie, Paris 3e
  - n°30 (1902) : logements, commerces et activités ;
- avenue Mozart, Paris 16e
  - n°90 et 92 (1903) : logements ;
  - n°114 (vers 1910) : logements ;
- rue Henri-Heine, paris 16e
  - n°6 (1904) : logements ;
- rue Georges-Saché, Paris 14e
  - n°8 (1907) : logements ;
- rue de la Croix-Nivert, Paris 15e
  - n°115 (1908) : logements, commerces et activités ;
- boulevard de Picpus, Paris 12e
  - n°41 (1929) : école élémentaire privée Saint-Michel de Picpus[2];